# Oskar von Meerscheidt-Hüllessem
Gustav Adolf Oskar Wilhelm baron von Meerscheidt-Hüllessem (né le 15 octobre 1825 à Berlin et mort le 26 décembre 1895 dans la même ville) est un officier prussien, plus récemment un général d'infanterie.

## Biographie

### Origine
Oskar est le fils du major du 21e régiment d'infanterie (de), Paul Wilhelm von Meerscheidt-Hüllessem (de) (né le 6 septembre 1791 à Berlin ; 9 octobre 1848 à Stargard) et de son épouse Karoline Wilhelmine Ernestine Pauline Klara, née von Bredow de la maison Ihlow (née le 28 mai 1797 à Buchow-Karpzow et morte le 2 août 1835 à Küstrin).

### Carrière militaire
Meerscheidt-Hüllessem fait ses études à partir de 1838 à l'école des cadets de Potsdam, puis à Berlin. À la demande de son père, il est sorti du corps des cadets le 22 août 1843 et est engagé comme porte-drapeau dans le 21e régiment d'infanterie de l'armée prussienne. Le 23 mai 1846 Meerscheidt-Hüllessem reçoit le brevet de son grade après avoir reçu le caractère de sous-lieutenant un an plus tôt. Lors de la Révolution allemande de 1848, il combat les Polonais rebelles de Posen. En 1857, Meerscheidt-Hüllessem est promu premier lieutenant et en 1859 capitaine. D'abord il est muté au 24e régiment d'infanterie, mais ensuite en raison de la restructuration de l'armée en 1860, il est muté au 64e régiment d'infanterie.
En tant que commandant de compagnie, il participe à la guerre contre le Danemark en 1864, au cours de laquelle il se distingue à l'assaut de Düppel.
En 1866, il combat en tant que major et commandant de bataillon dans le 5e régiment de grenadiers du 1er corps d'armée contre l'Autriche en Bohême. Au début de la guerre de 1870/71, il est chargé de diriger le 41e régiment d'infanterie (de) et est nommé colonel et commandant le 18 janvier 1871. Il participe à la campagne de la 1re armée (de) devant Metz et dans le nord de la France. En 1872, Meerscheidt-Hüllessem est transféré au corps de la Garde en tant que commandant du 3e régiment de grenadiers de la Garde et reçoit en 1874 le commandement de la 11e brigade d'infanterie à Berlin. Après avoir été promu major général, il retourne dans la Garde en octobre 1875 en tant que commandant de la 4e brigade d'infanterie de la Garde puis de la 2e brigade d'infanterie de la Garde. En 1880, il commande quelque temps à Berlin et la même année il prend la direction de la 30e division d'infanterie.
En 1881, Meerscheidt-Hüllessem devient lieutenant général et un an plus tard, en 1882, avec le commandement de la 28e division d'infanterie. Après avoir été placé à la tête du 5e corps d'armée , il est nommé lieutenant-colonel. Le 14 avril 1888, il est nommé général d'infanterie et général commandant du corps de la Garde la même année.
En 1878, Meerscheidt-Hüllessem est membre d'une commission chargée d'élaborer un projet de code pénal militaire allemand et, en 1888, il préside la commission chargée d'élaborer le règlement d'exercice pour l'infanterie du 1er septembre 1888. Le 2 septembre 1890, il devient chef du 41e régiment d'infanterie. Pour ses longues années de service, Meerscheidt-Hüllessem reçoit le 4 septembre 1888 la Grand-croix de l'Ordre de l'Aigle rouge avec feuilles de chêne le 22 septembre 1888 et est fait chevalier de l'Ordre de l'Aigle noir le 22 août 1891.
Le 6 mai 1893 Meerscheidt-Hüllessem est mis à disposition avec la pension légale. Il meurt célibataire à Berlin et y est enterré au cimetière des Invalides.